# جان کربی

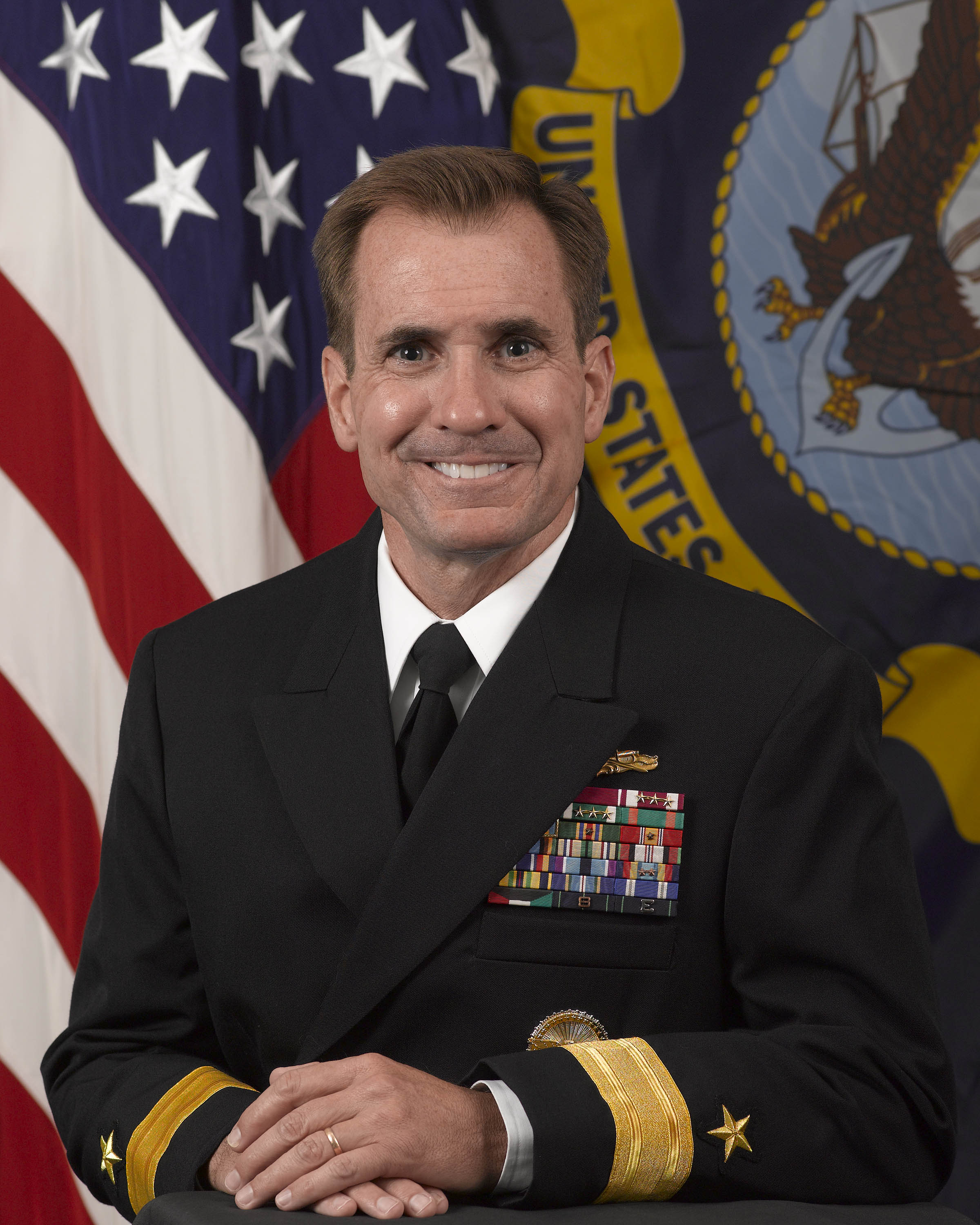
دریابان جان کربی در حالی که به عنوان رئیس اطلاعات نیروی دریایی خدمت می‌کرد، حدود سال ۲۰۱۲

جان اف. کربی (انگلیسی: John Francis Kirby)، دریابان بازنشسته نیروی دریایی ایالات متحده آمریکا است که در حال حاضر به عنوان هماهنگ‌کننده ارتباطات راهبردی شورای امنیت ملی خدمت می‌کند. وی قبلاً بین سال‌های ۲۰۱۷ تا ۲۰۲۱، به عنوان تحلیلگر نظامی و دیپلماتیک در سی‌ان‌ان فعالیت می‌کرد. او از دسامبر ۲۰۱۳ تا فوریه ۲۰۱۵ و ۲۰ ژانویه ۲۰۲۱ تا ۲۷ مه ۲۰۲۲ به عنوان دبیر مطبوعاتی پنتاگون فعالیت می‌کرد. کربی همچنین بین ۱۱ دسامبر ۲۰۱۵ تا ۲۰ ژانویه ۲۰۱۷، دستیار وزیر امور خارجه در امور عمومی بود.